# Gle Ayon (kulle)
Gle Ayon är en kulle i Indonesien.   Den ligger i provinsen Aceh, i den västra delen av landet, 1 800 km nordväst om huvudstaden Jakarta. Toppen på Gle Ayon är 151 meter över havet. Gle Ayon ligger på ön Pulau Peunasu.
Terrängen runt Gle Ayon är huvudsakligen kuperad, men österut är den platt.Runt Gle Ayon är det mycket tätbefolkat, med 1 018 invånare per kvadratkilometer. Närmaste större samhälle är Banda Aceh, 19,2 km öster om Gle Ayon. 